# FN FNP
FN FNP — самозарядный пистолет, разработанный компанией FNH-USA (американским подразделением бельгийской компании FN Herstal). Производство ведётся в Колумбии (штат Южная Каролина) с пометкой на затворе «Fredericksburg, VA», что соответствует месту, где была выдана лицензия на производство данного оружия. Выпускается с начала 2006 года в пяти модификациях под патроны 9×19 мм Парабеллум, .40 S&W, .45 ACP, и .357 SIG. Согласно компании FNH USA, пистолеты FNP — единственные самозарядные пистолеты на рынке, изготавливаемые из полимеров с полностью взаимозаменяемыми деталями. Это позволяет отремонтировать оружие после экстенсивной стрельбы и продлить срок его службы.

## Конструкция
Автоматика работает по схеме использования отдачи при коротком ходе ствола. Запирание канала ствола осуществляется при помощи снижающейся казённой части ствола, входящий своим прямоугольным выступом, расположенным над патронником, в окно для выброса стреляных гильз затвора-кожуха. Снижение происходит при взаимодействии скоса нижнего прилива казённой части ствола с выступом стального вкладыша рамы. Полимерная рама пистолета на нижней поверхности передней части имеет направляющие пазы для крепления тактического фонаря или лазерного целеуказателя.
Рукоятка может быть настроена под разные размеры кистей стрелков путём замены своей тыльной части. Ударно-спусковой механизм куркового типа размещен в отдельном блоке. Существует несколько вариантов УСМ. Стандартный работает по принципу двойного действия (обозначается SA/DA) и оснащается рычагом безопасного спуска курка с боевого взвода. Имеются также только самовзводный (DAO) и одинарного действия (SAO) ударно-спусковые механизмы. SAO снабжаются флажковым предохранителем.
Выбрасыватель выполняет также функцию указателя наличия патрона в патроннике. Пистолет оснащен автоматическим предохранителем ударника и магазинным предохранителем. Двухсторонние рычаги безопасного спуска курка или флажкового предохранителя расположены в тыльной части рамы, над затыльником рукоятки. Питание патронами осуществляется из коробчатых отъемных двухрядных магазинов.

## Варианты
Пистолеты семейства FNP производятся в пяти вариантах с различными вариациями УСМ и аксессуарами. Доступны следующие отличительные особенности для каждой из пяти моделей:
- УСМ только двойного действия
- УСМ только одинарного действия (не производится)
- УСМ одинарного и двойного действия
- Затвор из нержавеющей стали (матового цвета)
- Затвор из нержавеющей стали (чёрная отделка)
- Затвор из нержавеющей стали (чёрная отделка с оттенком Dark Earth Frame)
- Ночной прицел
- Стандартный прицел

Модели FNP-9 и FNP-40 продавались на рынке также под наименованиями Browning Pro-9 и Browning Pro-40.

## Страны-пользователи
- Бельгия: полиция Генка в апреле 2005 года заказала 190 образцов FNP-9 и FNP-9M[8].
- Испания: морская пехота Испании приняла на вооружение пистолеты FN FNP вместо Llama M82.
- США: 27 пистолетов FNP в октябре 2009 года закуплено полицией Нью-Роудс, штат Луизиана[9].